# Barrinha
Barrinha là một đô thị ở bang São Paulo của Brasil. Đô thị này nằm ở vĩ độ 21º11'37" độ vĩ nam và kinh độ 48º09'50" oeste.

## Đô thị giáp ranh và khoảng cách
- Dumont: 64 km
- Jaboticabal: 18 km
- Pradópolis: 26 km
- Ribeirão Preto: 44 km
- Sertãozinho: 22 km

## Các phường
- Centro
- Conjunto Habitacional Jardim José Bombonato
- Conjunto Habitacional Albertina Fernandes Fossalussa (C.D.H.U.)
- Jardim Novo Horizonte
- Jardim Bela Vista
- Jardim Higienópolis
- Jardim Paulista
- Jardim Raya
- Jardim Lisboa
- Jardim Vera Lúcia
- Jardim Vera Lúcia II
- Parque Mogí
- Vila Recreio
- Vila São José
- Vila Nova Barrinha

## Thông tin nhân khẩu
Dữ liệu theo điều tra dân số năm 2000.
- Diện tích
  - Thành thị: 23.944 người
  - Nông thôn: 263 người
- Giới tính
  - Nam giới: 12.281 người
  - Nữ giới: 11.926 người

Tỷ lệ tử vong trẻ sơ sinh dưới 1 tuổi: 15,16 trên/1 triệu
Tuổi thọ bình quân: 71,60 tuổi
Tỷ lệ sinh trên mỗi bà mẹ: 2,94 trẻ
Tỷ lệ biết đọc biết viết: 87,76%
Chỉ số phát triển con người: 0,766
- Thu nhập: 0,670
- Tuổi thọ: 0,777
- Giáo dục: 0,850
- IPEADATA

## Sông ngòi
- Sông Moji-Guaçu
- Sông da Onça
- Córrego Jatobá (corta a cidade)